# Benzoilperossido crema
Il Benzoilperossido crema è un farmaco galenico descritto dalla Farmacopea Ufficiale Italiana, XII edizione. Si compone di benzoilperossido 5 o 10% in "idonea crema base idrofila. Viene utilizzato principalmente per l'acne. Ha proprietà antisettiche e cheratolitiche. Può dare, soprattutto alle prime applicazioni, arrossamento e pizzicore della pelle, specialmente alla concentrazione più alta.